# Jasenná (okres Náchod)
Obec Jasenná (německy Jasena) se nachází v okrese Náchod, kraj Královéhradecký. Žije zde 750 obyvatel.

## Historie
Historie obce sahá do 12. až 13. století, kdy byla založena německými kolonisty pod názvy Roßberch (Koňský Vrch) a Hengstberch (Hřebčí Vrch). Nicméně první písemná zmínka o obci pochází až z roku 1305, kdy byla králem Václavem III. zastavena Rajmundovi z Lichtenburka. České jméno obce pod názvem Jassenni se objevuje až roku 1343, kdy své jméno získala nejspíše od hustého jasanového porostu. Roku 1346 král Jan Lucemburský ves daroval sboru mansionářů v kostele sv. Víta v Praze. farní. Roku 1409 byla ves zapsána do Desek zemských a jako majetek kapituly se připomíná ještě roku 1550.
V říjnu roku 1840 byl vyhotoven první přesný plán obce, tzv. indikační skica v měřítku 1:2880 v rámci tzv. stabilního katastru. V této době se zde převážně vyskytují stavby ze spalného materiálu. K většímu rozšíření staveb z nespalného materiálu dochází ve 2. polovině 19. století. Díky nedalekému opukovému lomu, který byl snadnou přístupný, sloužila jako zdící materiál opuka.

## Exulanti
Stejně jako z okolních obcí (Bohuslavice, Slavětín, Šestajovice aj.) odcházeli do exilu i nekatolíci z Jasenné. Jiří Slezák z Jasenné č. 69 se dne 26.11.1775 v Jasenné oženil s Kateřinou Khindlovou, zde se jim narodila i dcera Marie Anna. Rodina emigrovala, ale přes Münsterberg už nešla. Dne 31. října 1779 se jim v pruském Slezsku v Husinci narodil syn. V roce 1780 odešla rodina do Sacken a patří mezi zakladatele této obce.  Podrobně tuto historii popisuje ve svých knihách Edita Štěříková (včetně zdrojů a údajů z matrik).

## Obyvatelstvo
Ke dni 26. března 2011 zde žilo 723 obyvatel, z toho 356 mužů a 367 žen. Věkový průměr obyvatelstva představuje 39,37 let. Ke dni 1. ledna 2015 zde žilo 706 obyvatel, z toho 343 mužů a 363 žen. Věkový průměr obyvatelstva představoval 40,08 let.[zdroj?]

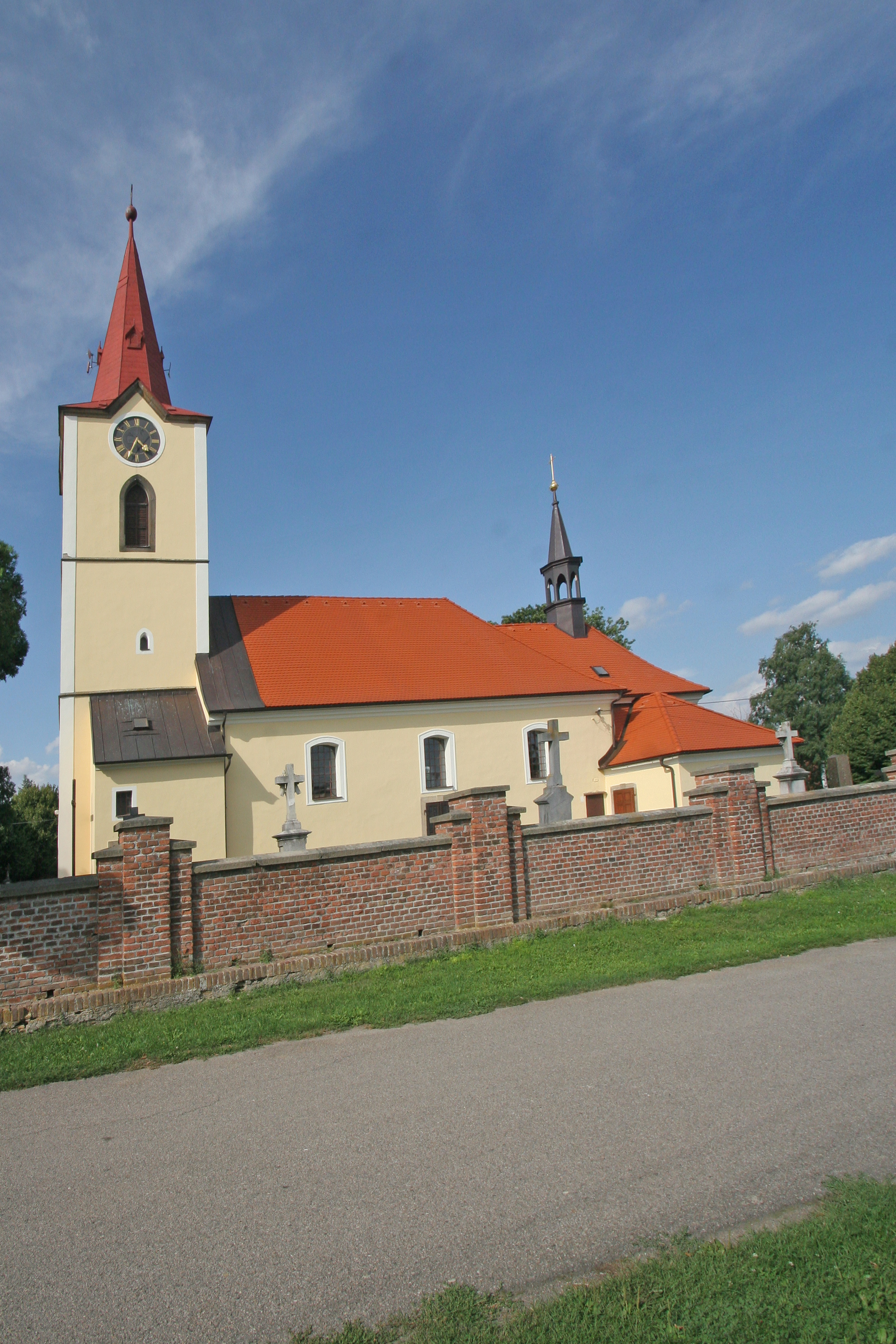
Kostel Sv. Jiří

| 1869 | 1880 | 1890 | 1900 | 1910 | 1921 | 1930 | 1950 | 1961 | 1970 | 1980 | 1991 | 2001 | 2011 |
| ---- | ---- | ---- | ---- | ---- | ---- | ---- | ---- | ---- | ---- | ---- | ---- | ---- | ---- |
| 1180 | 1360 | 1317 | 1257 | 1354 | 1352 | 1193 | 912  | 894  | 809  | 764  | 695  | 696  | 695  |

## Pamětihodnosti
- Pamětní kámen Smiřických na okraji lesa[13]
- Římskokatolický kostel svatého Jiří - gotická stavba z poloviny 14. století, později přestavěná, pozdně gotická kamenná křtitelnice s nápisem datovaná rokem 1521.
- Smírčí kříž u hřbitovní zdi

## Spolky působící v obci
- Český zahrádkářský svaz
- Myslivecké sdružení
- Sdružení dobrovolných hasičů
- TJ Sokol

## Zastupitelstvo
Zastupitelstvo obce bylo ke dni 1. ledna. 2015 tvořeno 15 zastupiteli: Jaroslav Prostředník, David Samek, Zdeňka Tkadlecová, Ing. Jan Prostředník, Ing. Stanislav Šalanda, Petr Sedláček, Jiří Balcar, Martin Holeček, Ing. Marie Švorcová, Vladimír Mrkos, Josef Komínek, Michal Kmoníček, Ing. Jitka Slezáková, Vladimír Tláskal a Josef Hlávko.

## Osobnosti
- Josef Prokop (1869–1941), český politik, katolický poslanec Říšské rady
- František Čapek (1914-1988), puškař, československý reprezentant ve sportovní brokové střelbě, zasloužilý mistr sportu